# Pánfilo de Narváez

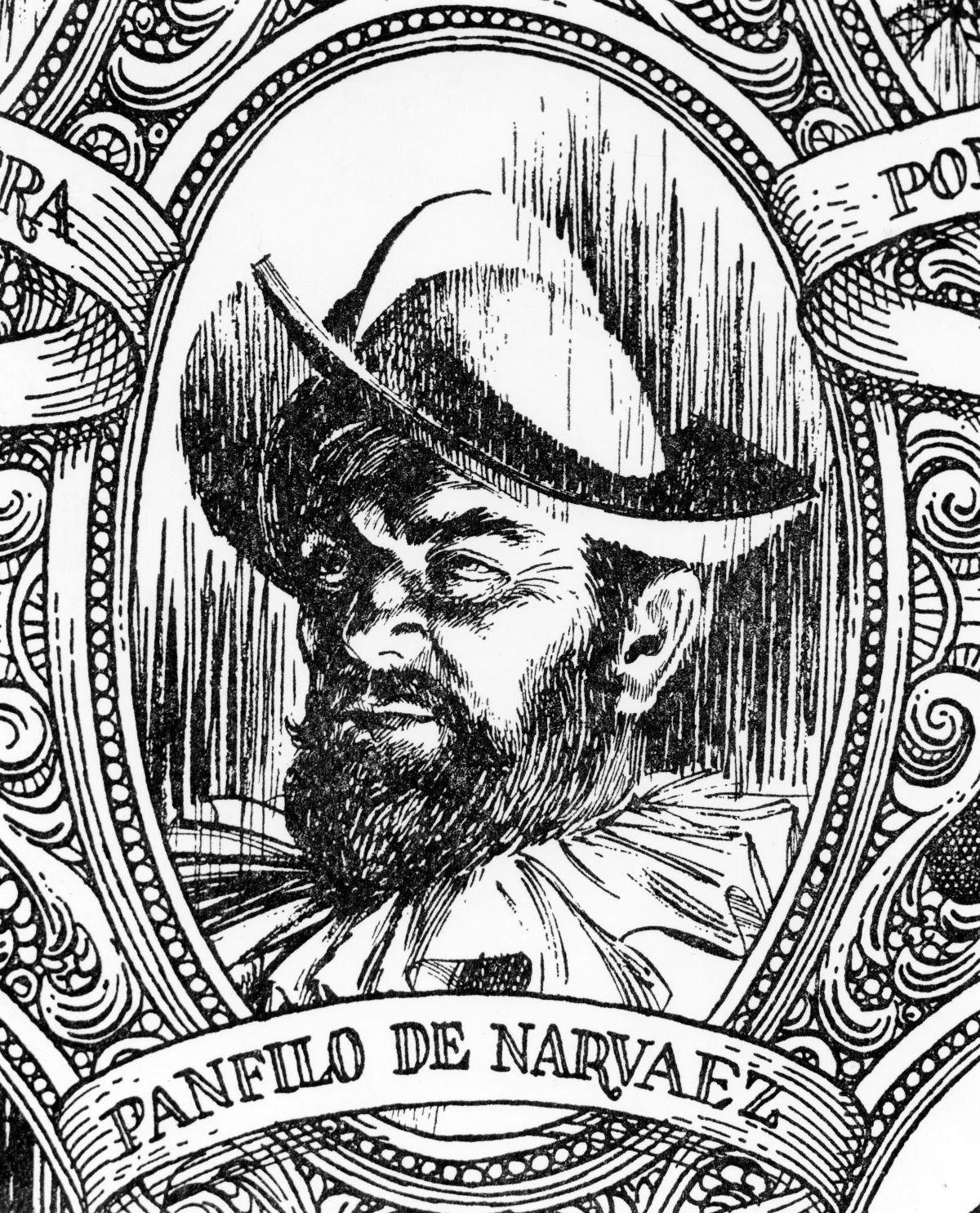
Pánfilo de Narváez.

Pánfilo de Narváez (Navalmanzano, ca. 1470 – Golf van Mexico, na 22 september 1528) was een Spaanse conquistador en ontdekkingsreiziger. Zijn Narváez-expeditie werd een fiasco.
Pánfilo de Narváez reisde op jonge leeftijd naar Amerika om zijn geluk te beproeven. Hij nam deel aan de verovering van Jamaica en Cuba. Diego Velázquez de Cuéllar stuurde hem in 1520 naar Mexico om Hernán Cortés tot de orde te roepen. Narváez' troepen werden echter verslagen door Cortés. De overlevenden liepen massaal over en Narváez werd gevangengenomen. Na zijn vrijlating keerde hij terug naar Spanje.
Hij werd in 1526 door Karel I van Spanje tot gouverneur van Florida benoemd. In 1528 vertrok hij vanuit Havana naar Florida. Op 12 april arriveerde hij aan de kust van Florida waar hij op 15 april ontscheepte. Op 1 mei trok hij met het grootste deel van zijn bemanning het binnenland in. Hij vond echter geen rijkdommen, en de vijandigheid van de lokale bevolking noopte hem om terug te keren. De (zelfgemaakte) boten kwamen echter in een storm terecht. Narváez en vrijwel alle bemanningsleden kwamen om. Onder de weinige overlevenden bevond zich Álvar Núñez Cabeza de Vaca die acht jaar lang door Noord-Amerika zwierf voordat hij de door Europeanen bewoonde wereld bereikte.